# 必殺仕切人
『必殺仕切人』（ひっさつしきりにん）は1984年8月31日から12月28日まで、テレビ朝日系で毎週金曜日22:00 - 22:54に放送された、朝日放送・松竹（京都映画撮影所、現・松竹撮影所）共同製作のテレビ時代劇。全18話。主演は京マチ子。
必殺シリーズの第22作である。

## 概要
本作は前作『必殺仕事人IV』から引き続き、中条きよし演じる、三味線屋の勇次が登場。番組スタート時は中村主水と母親のおりくから独立して、一本立ちを果たすことが大きく宣伝された。
一方で、第16作『必殺仕舞人』以降の非主水シリーズで定着していた「女の元締が主役」という慣例に倣い、『必殺仕舞人』『新・必殺仕舞人』で主役の女元締 坂東京山を演じた、京マチ子演じるお国がグループの中心人物（元締ではない）として配置されている。エンディングなどの序列も、京マチ子のお国が最初にクレジットされ、中条きよしの勇次は最後（トメ）に配置された。殺しのシーンでもお国は恒例のスローバラード調の専用テーマ曲に乗ってトリを務めることが多く、勇次はお国が不在の回でも通常の殺しのテーマ曲（「恨みを断ち切る仕切人！」）で殺しを行う。そのようにお国＝京の方が勇次＝中条よりも格上として扱われているため、全体を通して勇次が一本立ちを果たしたという印象は薄くなっており、本来の企画意図がぼやけてしまった側面もある。
他のキャスティングは『必殺仕舞人』、『新・必殺仕舞人』で京マチ子と共演した、高橋悦史が出演。『仕舞人』とは異なるキャラクター像の人物を演じた。テレビ シリーズとしては第13作『必殺からくり人・富嶽百景殺し旅』以来、6年振りの必殺シリーズ出演となる芦屋雁之助。京や高橋同様『仕舞人』で初登場し、本作で「非主水シリーズ」連続4作品出演を果たした、西崎みどり。シリーズ初登場として、刑事ドラマ『太陽にほえろ!』（日本テレビ）で、殿下こと島公之役を演じた小野寺昭が起用された。
その他、当時のアイドル(放映当時NHKレッツゴーヤングのサンデーズメンバー)であった山本陽一が『必殺仕事人III』より登場した西順之助の路線を受け継ぐ形で登場。山本は当時15歳だったため仕事人メンバー史上最年少の起用となった。また、特撮ヒーロードラマ『ウルトラセブン』（TBS）でヒロインの友里アンヌ隊員を演じたひし美ゆり子が芦屋雁之助との夫婦役で、コメディーリリーフ的なキャラクターを演じた。
本作の楽曲はレコード化が前提になったため、シリーズ初のステレオ録音が行われた。
チーフプロデューサーを務めた朝日放送の山内久司は本作の結果によっては、必殺シリーズを「中村主水シリーズ」と、勇次をメインとする「仕切人」シリーズの二大看板とする構想を語っていたが、仕切人シリーズは続編が製作されることなく終わっている。

## あらすじ
ある夜、大奥中臈頭・お国と、彼女に仕えていた女中・お清は、無実の罪を着せられて江戸城から追放されてしまう。お国の潔癖な人柄を嫌い、己の権勢を守ろうとする
大奥年寄・歌橋の仕組んだ罠によるものであった。その様子を不憫に思った大奥御広敷番・虎田龍之助の手助けにより二人は、髪結いの勘平とその妻・お勝の住む四谷の久兵衛長屋に腰を落ち着け、市井の者として生きることとなった。
一方、邪魔なお国を追放した歌橋は、将軍の胤を宿しながらも自分の意のままにならぬ側室を次々に暗殺していく。殺された側室の一人・お光の女中だったお袖は身の危険を感じ、城を抜け出して江戸市中の実家に身を潜める。偶然出会った彼女から、お光たちの仇を討ちたいという訴えを聞いたお国は、側室変死の件を調べようとして逆に譴責され、御役御免になって武士を捨てた身となっていた龍之助に相談するが、それを外道仕切人・鬼アザミの配下に見られてしまう。鬼アザミは歌橋からお袖の始末を依頼されており、お袖に接触して歌橋一味の悪事を聞いたお国と龍之助も、口封じのため狙われるようになる。
鬼アザミは仕事人チーム解散後も江戸に残った勇次を無理矢理仲間に引き入れ、仕立屋の新吉を目付け役として、お国殺しを命じる。しかし、彼女の無垢で清らかな心に躊躇した二人は仕留めることが出来なかった。鬼アザミはお袖一家を惨殺した上で、勇次と新吉に、お国たちを片付けるように再度命令するが、筋の通らぬ汚い仕事に嫌気が差した二人は反旗を翻し、鬼アザミの配下を倒す。さらに、その場に駆け付けた勘平によって、鬼アザミも仕留められた。勘平はかつて闇の世界で名を馳せていた、凄腕の仕切人だった。
その現場を見てしまった、お国と龍之助は勇次と新吉に殺されそうになるが、お袖の恨みを晴らすために自ら、仕切人になることを志願。お袖に託された金を頼み料として、お国たちは江戸城に潜入し、歌橋一味を始末する。ここに新たな仕切人グループが結成された。

## 登場人物

### 仕切人
お国
演 - 京マチ子
元は大奥の中臈頭。大奥内での権力争いに巻き込まれ、無実の罪を着せられ、追放される。その後、江戸の町で易占いの商売を始める。
大奥で育ったために世間知らずで、純真無垢な心の持ち主。天然ボケの一面もあり、勘平夫婦の夜の生活についての疑問を真面目な顔で問い詰め、2人を困らせることもしばしばある。堅苦しい生活から開放された反動か、清楚な雰囲気からは想像のできない大胆な行動をとることがある。柔術の達人でもあり、大の男も軽々と投げ飛ばす。
中盤では伊豆に赴き、仕切人の仕事から離れていた時期があったが、第17話で江戸に戻り、裏稼業を再開する。
最終話で、お国たちの裏稼業での装束と手口を真似て殺しを行う百化け一味を始末した後、お清とともに旅に出る。
新吉
演 - 小野寺昭
鬼アザミの配下であった仕切人。仕立て屋を商売とする。表稼業の際は穏やかな口調で、針子たちに指導する。3月9日生まれのうお座。
成り行き上、鬼アザミの配下となった勇次とともにお国の殺しを引き受けたが、鬼アザミの非道なやり方に反抗し、一味を始末する。
幼い頃、酒に溺れ、暴力を振るう父親から逃れて家出したところを旅の仕立て屋に拾われた過去を持つ。勇次とは裏稼業への価値観の違いから衝突するが、そのたびにお互いの信頼を深めていった。
最終話で、百化け一味の始末を終え、自分が以前から訪ねようとしていた織元を求め、江戸を離れ、旅に出る。
日増
演 - 山本陽一
修行を嫌い、田舎の実家の寺を飛び出し、江戸で一人暮らしをしている若い僧侶。好き勝手ばかりしていることから「脱寺のスキゾー」を自称している。
第1話で、仕切人の結成を目撃し、興味を抱き、お国たちを尾行し、大奥での殺しを終えて戻って来た勇次に始末されかけたが、お国の機転によって救われ、仕切人の密偵となる。殺しはせず、火薬と手製の発火装置で、仕切人たちの敵地潜入を援護する。
能天気で軽い言動が多く、周囲を呆れさせているが、その底抜けの明るさで、お国やお清の心を和ませることもある。長屋の自室には大量の蔵書が積まれ、第14話では独自の調査で富くじのイカサマを見破るなど、明晰な頭脳を持ち合わせている。
お清に惚れており、彼女を「おネェ」と呼び、求愛している。流行に敏感で、それを利用した怪しい商売を目論むことも多い。
最終話で、お清とともに百化け一味と戦った際は相手の自滅により、辛勝。後日、一人で旅に出ると言って去っていったが、大好きなお清を忘れられず、結局は船出したお国とお清を追い駆ける。
お清
演 - 西崎みどり
元は大奥でお国に仕える大奥部屋方であったが、お国とともに冤罪を着せられ、追放処分となり、江戸の町の茶屋で働き始めた。
第2話で幕閣に捕らえられ、乱暴を受けるが、お国と日増に救われ、仕切人の密偵となる。殺しはせず、日増の陽動をサポートする役目を負う。
日増からの求愛に迷惑しているが嫌っている訳ではなく、姉のような視線で時々、からかっている。
最終話で、百化け一味を始末し、お国とともに旅に出る。
勘平
演 - 芦屋雁之助
お国の長屋の隣室に住む、髪結いの亭主。
面倒見が良く、人柄もいいが、その正体は単独で裏稼業を続けてきた、ベテランの仕切人。お国の仕切人への加入に当初反対していたが、彼女の熱意を悟り、承諾した。
仕切人グループの中でも、殺しの経験が長く、対立する勇次と新吉の仲裁に入ったり、殺しの現場を目撃した日増に優しく接する。裏稼業での貫禄とは裏腹に、恐妻家の一面を持ち、女房のお勝の尻に敷かれ、子作りを急かされる毎日を送る。
最終話で、かつての裏稼業仲間の青年が殺され、その恨みを晴らそうと自身が頼み人になった。百化け一味の始末を終えた後も、仕切人グループの中で唯一、江戸に残る。
虎田龍之助
演 - 高橋悦史
元は江戸城大奥に仕える御広敷 御用人。追放されたお国とお清に金銭と衣服を与え、市井への出奔に協力した。
大奥での権力争いで、側室たちが不可解な死を遂げた一件を単独で調査し、その際に権力者に逆らうこととなったため、御役御免となる。その後は武士を捨て、江戸の町で自身が好む小鳥屋の商売を始める。豪快で、人当たりが良く、世間知らずなお国とお清の面倒を見たり、図々しい日増にも愛想良く接する。
鳥の心を読むことが出来、鳥の鳴き声や囀りで危険を察知することが得意。仕切料の分配は彼の家で行われる。
第5話で、珍しい小鳥を探す旅に出て、裏稼業から一度は離れたが、第17話で江戸に戻り、殺しに加わる。
最終話で、百化け一味の始末を終え、江戸を離れ、その際に籠の中の鳥たちを大空に解放した。
勇次
演 - 中条きよし
前作『必殺仕事人IV』最終回の仕事人グループ解散後も江戸に残り、第1話の時点では裏稼業から足を洗っていた。『仕事人Ⅳ』までとは異なる場所で三味線屋を営み、店の外観と看板も変わっている。鬼アザミの依頼を受け、お国の殺しを請け負うが夕陽を見つめるお国の笑顔に心を揺さぶられ、殺しを躊躇、放棄した。その後、鬼アザミの非道なやり口に反抗し、新吉、勘平とともに一派を始末した。
新吉とはお互いの殺しへの価値観の違いから対立することが多い。第2話での殺しの際に三味線の糸が切れ、危機に陥るが、新吉に助けられ、これを機に絆を深めていくことになる。
「俺が死ぬ時は女の膝の上」と口にするなど、本作では女好きな色男として設定されており、一見すると女性には冷淡そうな新吉との対比が、幾度か描写された。
最終話で、百化け一味を始末し、江戸を離れる。

### その他
お勝
演 - ひし美ゆり子
勘平の女房。長屋で、髪結い床を営む。店の跡継ぎを一日も早く欲しがり、勘平に子作りを急かしている。明朗快活な性格で、世間知らずなお国の面倒も見ていた。夫の勘平が仕切人であることは知らない。

### ゲスト
第1話 「もしも大奥に古狸がいたら」
- 歌橋 - 谷口香
- お袖 - 井上ユカリ
- お松 - 沢亜樹
- 後藤金平 - 司裕介
- 血不動の権 - 伴勇太郎
- 吹針の六 - 滝譲二
- 奥医師 - 北村光生
- 御広敷番頭 - 真田実
- お杉 - 鈴川法子
- 曽根八蔵 - 美鷹健児
- 仁兵衛 - 島田秀雄
- お文 - 美松艶子
- お藤 - 頼成裕里子
- お光 - 依田美加
- お千 - 松村直美
- 同心 - 松尾勝人
- お藤の部屋方 - 鈴木真由美
- お千の部屋方 - 沢田恵美子
- 地廻り - 東悦次、東田達夫
- 芸者 - 伊藤由季子
- 鬼アザミ - 菅貫太郎

第2話 「もしも勇次の糸が切れたら」
- 守口図書 - 原口剛
- 多能村義勝 - 永野辰弥
- 渡海屋 - 北見唯一
- 正木甚内 - 五味龍太郎
- お君 - 本間由美
- 政吉 - 升毅
- 音松 - 丸尾好広
- 駒三 - 伊藤克美
- 藩士 - 平井靖、加藤正記
- 手下 - 扇田喜久一、東田達夫

第3話 「もしもお江戸にピラミッドがあったら」
- きの - 岡本広美
- 綿貫 - 田畑猛雄
- 加納 - 玉生司朗
- 源次 - 水上保広
- おみね - 笠間一寿美
- 石上 - 出水憲司
- 百姓の男 - 藤野亨
- 百姓の女 - 中西喜美恵
- 香具師 - 松尾勝人
- 瓦版屋 - 大矢経典
- 行商人 - 宮武要人
- 遊び人 - 真伏瀬良
- 田部 - 藤岡重慶

第4話 「もしも狼男が現れたら」
- 山根正和 - 上野山功一
- 雅之進 - 椎谷建治
- 由亀 - 仁和令子
- 根津参内 - 坂口徹郎
- 山根るい - 大川かつ子
- 安川大五郎 - 下元年世
- 忠四郎 - 千葉敏朗
- 弥太郎 - 紺野誉史緒
- 男 - 笹五郎
- 小唄の師匠 - 久仁亮子
- 源佐 - 平井靖
- 松乃 - 小寺梨加
- 同心 - 伊波一夫
- 夜廻り - 宮武要人
- 男 - 諸木淳郎
- 娘 - 山口詩史、谷口友香
- 忠四郎の妻 - 藤原幸子

第5話 「もしも鳥人間大会で優勝したら」
- 萩原 - 黒部進
- 長次 - 竹村晴彦
- 利兵衛 - 牧冬吉
- 山脇 - 山口幸生
- 田所 - 野上哲矢
- 原口 - 筑波健
- おまさ - 二葉弘子
- 職人 - 森山陽介
- 手代 - 井上昭
- 浪人 - 川勝誠
- 火消し - 伊藤政治
- 丁稚 - 長池清
- 風車売り - 橋本和博
- しもた屋の女 - 赤川絵里
- 男 - 辻喬二郎

第6話 「もしも惚れ薬と眠り薬を間違えたら」
- 由布施石見守大学 - 浜田晃
- 結城誠之助 - 大場順
- 佐々木和馬 - 大竹修造
- 片岡刑部 - 鈴木淳
- 大国屋 - 日高久
- 弥七 - 河野実
- 仙十郎 - 美鷹健児
- 柔の師範 - 森下鉄朗
- 瓦版屋 - 松尾勝人
- 職人 - 東悦次
- 綾乃 - いわさきみゆき

第7話 「もしも九官鳥が秘密をしゃべったら」
- 梅若 - 阿井美千子
- 宝春八郎 - 森下哲夫
- 丹波 - 江並隆
- ちどり - 林亜里沙
- 半蔵 - 伊庭剛
- 元正 - 中嶋俊一
- 楓 - 世利ゆかり
- 男 - 武井三二
- 娘 - 岡本さとみ、木下さとみ
- 観右衛門 - 梅野泰靖

第8話 「もしも密林の王者が江戸に現れたら」
- 他左 - 阿藤海
- お蘭 - 山口奈美
- 月岡利勝 - 高峰圭二
- 月岡弾正 - 芝本正
- 十蔵 - 西園寺章雄
- 新之丞（捨松） - 川上恭尚

第9話 「もしも女房が裸婦モデルになったら」
- 菊之介 - 佐藤仁哉
- 忠尚 - 石浜朗
- 天海 - 早川雄三
- おふね - 沢亜紀
- 俳人 - 田中弘史
- 彦太郎 - 池田真司
- 役者 - 加藤正記
- 漢学者 - 伊波一夫
- 瓦版屋 - 平井靖、松尾勝人
- 豆腐屋 - 中嶋洋子
- 上さん - 落合智子
- 仲居 - 三星登史子
- 目付 - 岡村嘉隆
- 男児 - 松田卓也
- 女児 - 種浦由香
- 子弟 - 古城逞
- 芸妓 - 山下京子
- おりょう - 本阿弥周子

第10話 「もしも超能力でシャモジが曲がったら」
- 玄達 - 小林稔侍
- 桔梗屋 - 須永克彦
- 竜海 - 辻萬長
- 長兵衛 - はりた照久
- 菊蔵 - 森山陽介
- 久太 - 伊藤克美
- 三吉 - 山田克二
- お美代 - 長谷川直子
- 秀太郎 - 三木健作
- 縄抜けの男 - ジョニー広瀬
- お袖 - 森下祐巳子
- お春 - 岡田雅江
- 女湯の客 - 赤川絵里
- 検校 - 堀北幸夫

第11話 「もしも父親が"娘よ"と泣いたら」
- 佐平 - 小鹿番
- おたえ - 黒田福美
- 弥吉 - 小林芳宏
- 若尾 - 永野辰弥
- 政五郎 - 楠年明
- おふじ - 新海なつ
- 権次 - 石倉英彦
- 兵助 - 後藤基治
- 子分 - 東悦次
- 大家 - 沖ときお
- 上さん - 成山あみ
- 男 - 平井靖

第12話 「もしも江戸が厳戒態勢に入ったら」
- 黒島 - 遠藤征慈
- 羽地 - 岡崎二朗
- 親覚姫 - 松本真紀
- 立花 - 西村亜希子
- 碧羅 - 堀内一市
- 宅間 - 出水憲司
- 末金 - 浜田雄史
- 蔡花 - 前川篤美
- 梅花 - 千代朝子
- 駕籠屋 - 酒井くにお・とおる
- 茶屋の女主人 - 町田米子
- 婀娜な年増 - 久仁亮子
- 中年の同心 - 小峰隆司
- 意地悪な同心 - 波多野博
- 好色そうな同心 - 勝野賢三
- 若い同心 - 草木宏之
- 女房 - 峯るみ子
- 岡っ引き - 真田実
- 警備の侍 - 松尾勝人、東田達夫

第13話 「もしも16000両だましとられたら」
- 石谷 - 有川博
- 若松屋 - 外山高士
- 仙蔵 - 大下哲矢
- 楓 - 松本奈美子
- 雲水 - 徳田興人
- 山伏 - 山本一郎
- 丑松 - 筑波健
- 権太 - 美鷹健児
- 清吉 - 増田良二
- 近江屋 - 辻喬二郎
- おりん - 田島令子

第14話 「もしも歳末富くじがイカサマだったら」
- 藤十郎 - 平泉成
- きの - 佐野アツ子
- もと - 日高久美子
- 仁斉 - 山本弘
- いね - 角倉清美
- 惟之 - 諸木淳郎
- 芸者 - 真城都子
- 上さん - 成山あみ、香住美弥子
- 女客 - 三星登史子
- 針子 - 吉野久美子、黄檗ルリ子
- 大店の主人 - 伊波一夫
- 男たち - 東悦次、土居哲夫
- 夢丸 - 織本順吉

第15話 「もしも珍発明展が開かれたら」
- おさと - 岡本舞
- 越後屋 - 高城淳一
- 山根 - 中山昭二
- 吾平 - 江幡高志
- 倉田 - 内田勝正
- 酒井 - 入江正徳
- 本田 - 白川浩二郎
- 仙造 - 伊庭剛
- お峰 - 美松艶子
- 親分 - 遠山金次郎
- 娘 - 依田美加
- 大工 - 内田哲平
- 客 - 山田交作
- 男たち - 田口哲、三村伸也、荒川秀史
- 娘たち - 大西真由美、清水美代子、前田祐子
- 子供 - 国枝伸乃介、長田知子

第16話 「もしも討入りに雪が降らなかったら」
- お高 - 山田はるみ
- お石 - 香山まり子
- お定 - 中條郷子
- 大野 - 田畑猛雄
- 天川屋 - 西山辰夫
- 伴内 - 木谷邦臣
- 瓦版売り - 浦野真彦
- 屋台の親爺 - 平井靖
- 腰元 - 岡田雅江、大塩由紀
- お浅 - 麻丘めぐみ

第17話 「もしも江戸に占いブームが起ったら」
- 麟太郎 - 堀広道
- 南京 - 原哲男
- 貴恵 - 山口朱美
- 夢占い - 芝本正
- お篠 - 徳永まゆみ
- 榊原 - 須永克彦
- 片倉 - 谷口孝史
- 富田 - 永田登志雄
- 北山 - 浜田隆広
- お針子 - 玉田輪香子、池田日登美、山口詩文
- 女郎 - 頼成裕里子、沢田三枝子
- 侍 - 松尾勝人、丸尾好弘、東田達夫
- 鉄舟 - 藤岡重慶

第18話 「もしもソックリの殺し屋が現れたら」
- ニセお国 - 水原まき
- ニセ龍之助 - 五十嵐義弘
- ニセ勘平 - 広瀬義宣
- ニセ勇次 - 高橋仁
- ニセ新吉 - 石倉英彦
- ニセ日増 - 青野眞巳
- ニセお清 - 諏訪裕子
- 太助 - 福崎和広
- 春吉 - 吉田哲子
- 相撲取り - 大橋壮多
- 五郎次 - 小峰隆司
- おちか - 真城都子
- 老夫 - 島田秀雄
- 老妻 - 美松艶子
- 若妻 - 依田美加
- 女客 - 松本光樹、三谷真理子

## 殺し技
お国
悪人の前に現れ、筮竹占いをして「凶」の卦を出した後、筮竹を投げ付け、相手が視界を奪われ、ひるんだり、転倒するなどした隙を突き、背後に回り込み、朱塗りの鋼鉄製筮竹を延髄に突き刺す。筮竹を引き抜く前に「お命、終わります」と言ってから引き抜く。
新吉
夜光塗料を塗ったマチ針を悪人の心臓部分に投げ付け、手近の灯りを吹き消し、周囲を暗闇にした上で、マチ針の光を目印にして走り寄り、物差しに仕込んだ刀（インドに伝わるウルミに似た、ゼンマイ状の極薄の刃）で相手の心臓を突き刺す。
殺しの際は黒子の頭巾を被り、闇に紛れるための殺し用の衣装を纏う。第1話では普段着のままで、袖の中に物差しを隠し、お国を尾行する描写が見られた。
勘平
第1 - 3話は長く伸ばした右小指の爪で、悪人の元結を切断。その乱れた髪で両手を縛り上げ、動きを封じ込めた上で投げ飛ばし、壁などに激突、死亡させる。
第4話以降は四方にロープを張り巡らせ、リングを作り、その上で、ハンマー投げ（第5話）や、空手チョップ（第14話）などを駆使したプロレス技を見せるようになった。
虎田龍之助
鋼鉄製の長煙管で、悪人を殴り殺す。第1話のみ、悪人の頭部に風呂敷を被せ、頭蓋骨を叩き割っていた。第2話以降は首筋に煙管を叩き込み、頚椎をへし折る描写に変更された。
殺しに用いる煙管は実際に、煙草を吸うために常用している。
勇次
三味線の三の糸を悪人の首に巻き付け締め上げ、宙吊りにして、窒息死させる。本作では金属製のフックを使い、そこに糸を通した上で悪人を吊り上げる変形技を披露している（第11話他）。
最終話では同じ殺し技を使う相手と対決するため、糸に通した金具で相手の糸を切るという方法を講じている。

## スタッフ
- 制作 - 山内久司（朝日放送）
- プロデューサー - 辰野悦央（朝日放送）、櫻井洋三（松竹）
- 脚本 - 放送日程参照
- 監督 - 放送日程参照
- ナレーション
  - 語り - 市川段四郎（4代目）
  - 作 - 山内久司
- 協力 - エクラン演技集団、新演技座
- 製作協力 - 京都映画撮影所（現・松竹撮影所）
- 制作 - 朝日放送、松竹

## 主題歌
- 中条きよし「櫻の花のように」（RCAレコード（現・Ariola Japan））
作詞：荒木とよひさ、作曲：三木たかし、編曲：竜崎孝路

## 放送日程
- 強調部は、サブタイトルのフォーマット。

| 話数   | 放送日         | サブタイトル                       | 脚本     | 監督       |
| ------ | -------------- | ---------------------------------- | -------- | ---------- |
| 第1話  | 1984年08月31日 | もしも大奥に古狸がいたら           | 吉田剛   | 松野宏軌   |
| 第2話  | 1984年09月07日 | もしも勇次の糸が切れたら           | 保利吉紀 | 松野宏軌   |
| 第3話  | 1984年09月14日 | もしもお江戸にピラミッドがあったら | 中原朗   | 家喜俊彦   |
| 第4話  | 1984年09月21日 | もしも狼男が現れたら               | 林千代   | 広瀬襄     |
| 第5話  | 1984年09月28日 | もしも鳥人間大会で優勝したら       | 中原朗   | 家喜俊彦   |
| 第6話  | 1984年10月05日 | もしも惚れ薬と眠り薬を間違えたら   | 篠崎好   | 八木美津雄 |
| 第7話  | 1984年10月12日 | もしも九官鳥が秘密をしゃべったら   | 鶉野昭彦 | 松野宏軌   |
| 第8話  | 1984年10月19日 | もしも密林の王者が江戸に現れたら   | 篠崎好   | 広瀬襄     |
| 第9話  | 1984年10月26日 | もしも女房が裸婦モデルになったら   | 中原朗   | 家喜俊彦   |
| 第10話 | 1984年11月02日 | もしも超能力でシャモジが曲がったら | 三田純市 | 八木美津雄 |
| 第11話 | 1984年11月09日 | もしも父親が"娘よ"と泣いたら       | 中原朗   | 広瀬襄     |
| 第12話 | 1984年11月16日 | もしも江戸が厳戒態勢に入ったら     | 鶉野昭彦 | 八木美津雄 |
| 第13話 | 1984年11月23日 | もしも16000両だましとられたら      | 篠崎好   | 田中徳三   |
| 第14話 | 1984年11月30日 | もしも歳末富くじがイカサマだったら | 中原朗   | 松野宏軌   |
| 第15話 | 1984年12月07日 | もしも珍発明展が開かれたら         | 林千代   | 田中徳三   |
| 第16話 | 1984年12月14日 | もしも討入りに雪が降らなかったら   | 三田純市 | 八木美津雄 |
| 第17話 | 1984年12月21日 | もしも江戸に占いブームが起ったら   | 保利吉紀 | 松野宏軌   |
| 第18話 | 1984年12月28日 | もしもソックリの殺し屋が現れたら   | 中原朗   | 松野宏軌   |

## ネット局
※途中で打ち切られた局や、しばらくの間放送する他系列ネットの局がある。
系列は放送当時のもの。
| 放送対象地域   | 放送局             | 系列                          | 備考               |
| -------------- | ------------------ | ----------------------------- | ------------------ |
| 近畿広域圏     | 朝日放送           | テレビ朝日系列                | 制作局             |
| 関東広域圏     | テレビ朝日         | テレビ朝日系列                |                    |
| 北海道         | 北海道テレビ       | テレビ朝日系列                |                    |
| 青森県         | 青森放送           | 日本テレビ系列 テレビ朝日系列 |                    |
| 岩手県         | テレビ岩手         | 日本テレビ系列                |                    |
| 宮城県         | 東日本放送         | テレビ朝日系列                |                    |
| 秋田県         | 秋田テレビ         | フジテレビ系列 テレビ朝日系列 |                    |
| 山形県         | 山形放送           | 日本テレビ系列 テレビ朝日系列 |                    |
| 福島県         | 福島放送           | テレビ朝日系列                |                    |
| 新潟県         | 新潟テレビ21       | テレビ朝日系列                |                    |
| 長野県         | テレビ信州         | テレビ朝日系列 日本テレビ系列 |                    |
| 山梨県         | テレビ山梨         | TBS系列                       |                    |
| 富山県         | 富山テレビ         | フジテレビ系列                |                    |
| 石川県         | 北陸放送           | TBS系列                       |                    |
| 福井県         | 福井テレビ         | フジテレビ系列                |                    |
| 静岡県         | 静岡けんみんテレビ | テレビ朝日系列                | 現・静岡朝日テレビ |
| 中京広域圏     | 名古屋テレビ       | テレビ朝日系列                |                    |
| 鳥取県・島根県 | 山陰放送           | TBS系列                       |                    |
| 広島県         | 広島ホームテレビ   | テレビ朝日系列                |                    |
| 山口県         | 山口放送           | 日本テレビ系列 テレビ朝日系列 |                    |
| 徳島県         | 四国放送           | 日本テレビ系列                |                    |
| 香川県・岡山県 | 瀬戸内海放送       | テレビ朝日系列                |                    |
| 愛媛県         | 南海放送           | 日本テレビ系列                |                    |
| 高知県         | テレビ高知         | TBS系列                       |                    |
| 福岡県         | 九州朝日放送       | テレビ朝日系列                |                    |
| 長崎県         | 長崎放送           | TBS系列                       |                    |
| 熊本県         | テレビ熊本         | フジテレビ系列 テレビ朝日系列 |                    |
| 大分県         | 大分放送           | TBS系列                       |                    |
| 宮崎県         | 宮崎放送           | TBS系列                       |                    |
| 鹿児島県       | 鹿児島放送         | テレビ朝日系列                |                    |
| 沖縄県         | 琉球放送           | TBS系列                       |                    |

## 前後番組
| テレビ朝日系 金曜22時台（当時はABCの制作枠）    | テレビ朝日系 金曜22時台（当時はABCの制作枠）  | テレビ朝日系 金曜22時台（当時はABCの制作枠）  |
| 前番組                                          | 番組名                                        | 次番組                                        |
| ----------------------------------------------- | --------------------------------------------- | --------------------------------------------- |
| 必殺仕事人IV （1983年10月21日 - 1984年8月24日） | 必殺仕切人 （1984年8月31日 - 1984年12月28日） | 必殺仕事人V （1985年1月11日 - 1985年7月26日） |